# Esfódrias
Esfódrias (em grego clássico: Σφοδρίας; romaniz.: Sphodrías) segundo Plutarco ou Esfodríades (Sphodriades) segundo Diodoro Sículo, foi general de Esparta no período da história da Grécia conhecido como "Hegemonia Espartana" (século IV a.C.).

## Ataque ao Pireu
Atenas e Esparta estavam em trégua, mas, em 377 a.C., no quarto ano da  100a olimpíada, quando estava na condição de Harmosta da cidade de  Téspias (Beócia), Esfódrias decidiu empreender uma incursão militar noturna contra o Porto do Pireu (Atenas). Este plano não contou com a aprovação do rei  Cleômbroto I nem dos éforos. O motivo, segundo Plutarco, foi o desejo da fama, pois Esfódrias havia observado que Febidas havia ficado famoso por sua ousadia em Tebas. Uma hipótese é que o plano havia sido formulado pelos tebanos Pelópidas e Melo, que enviaram supostos simpatizantes de Esparta a Esfódrias, exaltando-o, como se ele fosse o único capaz de tal façanha, que não seria menos desleal ou injusta que a tomada da Cadmeia.
Com mais de 10 mil homens, Esfódrias planejou atacar o Pireu à noite, mas o dia nasceu durante a marcha, e ele perdeu a coragem, devastando o campo e se retirando para Téspias.

## Julgamento
Os atenienses enviaram homens a Esparta, denunciando Esfódrias, mas a acusação não era mais necessária, pois ele já havia sido condenado à morte.
Apesar de Esfódrias ser rival de Agesilau II, um dos dois rei de Esparta, seus filhos, respectivamente Cleônimo e Arquídamo (o futuro rei Arquídamo III), eram namorados, e Cleônimo pediu, chorando, que Arquídamo influenciasse seu pai. Etímocles, um dos amigos de Agesilau, disse que Esfódrias era um homem corajoso, e era deste tipo de soldados que Esparta precisava; foram estes os argumentos usados por Agesilau no julgamento. Esfódrias, com o apoio dos reis, foi inocentado. Xenofonte chamou de "mais injusto julgamento da história de Esparta". Em represália, Atenas denunciou que a trégua com Esparta havia sido rompida pelos lacedemônios, decidiu entrar em guerra, nomeando como generais Timóteo, Cábrias e Calístrato, e firmou uma aliança com Tebas, que estava em guerra com Esparta.

## Consequências
Agesilau II fez várias expedições contra os tebanos, o que acabou tornando os tebanos mais capacitados para a guerra do que jamais eles foram; Licurgo já havia proibido os espartanos de fazerem várias guerras contra o mesmo povo, para que este povo não aprendesse a lutar na guerra.
Cleônimo, filho de Esfródias, morreu combatendo na Batalha de Leuctra (371 a.C.), contra os tebanos de Epaminondas, junto com o outro rei Cleômbroto I e mil espartanos.